# 燕尾积分

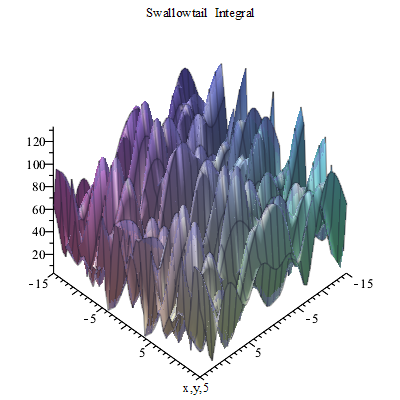
Swallowtail Integral Maple 3D plot

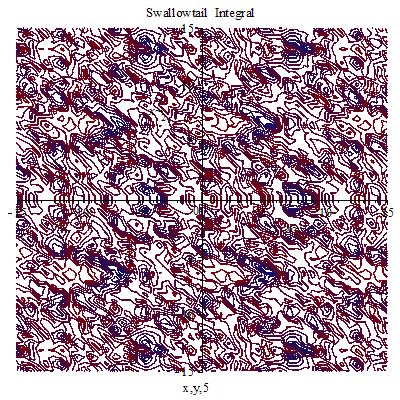
Swallowtail Integral Maple contour plot

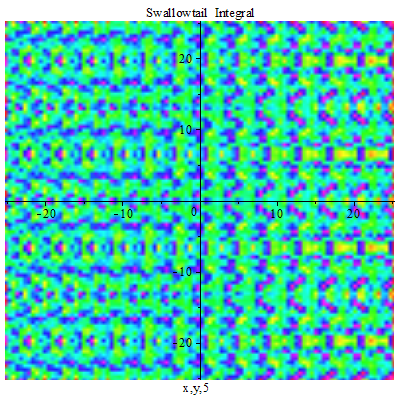
SwaIntegral Maple density plotllowtail

燕尾积分（Swallowtail Integral）是一种三阶多鞍点积分，其定义如下:p388
{\displaystyle P(x_{1},x_{2},x_{3})=\int _{t=-\infty }^{\infty }exp(I*(t^{5}+x[1]*t+x[2]*t^{2}+x[3]*t^{3}))\,dt.}

## 分岔

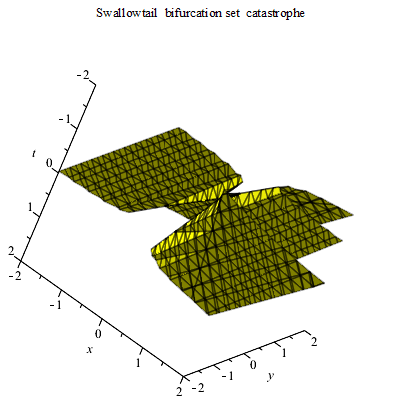
Swallowtail integral Bifurcation catastrophe

燕尾积分的分岔满足下列方程式:p781
{\displaystyle x=3t^{2}(z++5t^{2})}
{\displaystyle y=-t(3z+10t^{2})}

## 斯托克斯曲线

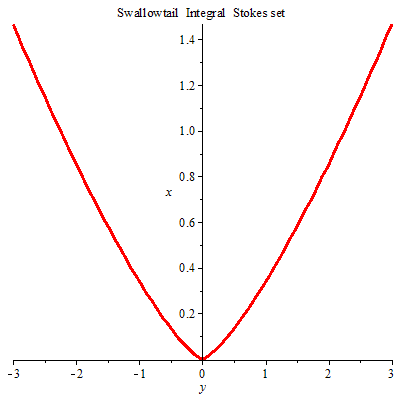
Swallowtail integral Stokes set 1

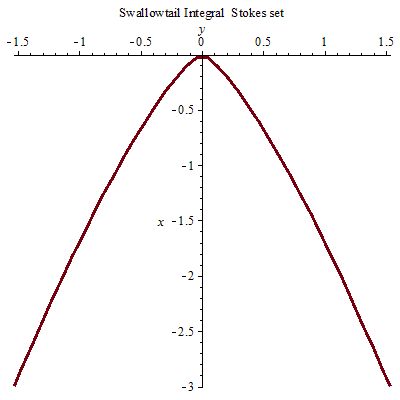
Swallowtail integral Stokes set 2

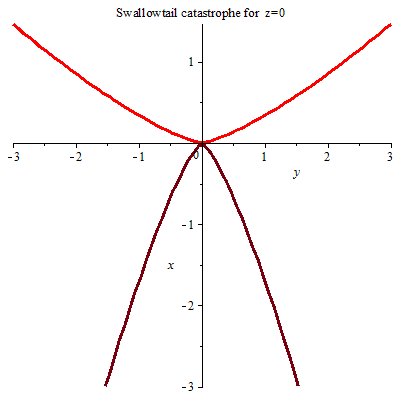
Swallowtail integral catastrophe for z=0

燕尾积分的斯托克斯曲线（Stokes curve）满足下列方程式:p783
{\displaystyle x=B_{+}|y|^{4/3}}
{\displaystyle x=B_{-}|y|^{4/3}}
{\displaystyle B_{+}=10^{-1/3}(2x_{+}^{4/3}-{\frac {1}{2}}(x_{+}^{-2/3})}
{\displaystyle B_{-}=10^{-1/3}(2x_{-}^{4/3}-{\frac {1}{2}}(x_{-}^{-2/3})}
其中{\displaystyle x_{+},x_{-}}是下列五阶代数方程的最小的两个解：
{\displaystyle 80x^{5}-40x^{4}-55x^{3}+5x^{2}+20x-1=0}，即
{\displaystyle x_{+}=0.49730955169723075828e-1}
{\displaystyle x_{-}=0.74104357073646523281}

## 相關
- 斯托克斯定理
- Euler–Maclaurin formula